# Herpetobotys
Herpetobotys is een geslacht van vlinders van de familie grasmotten (Crambidae).

## Soorten
- H. camerounensis Maes, 2001
- H. kenyensis Maes, 2001
- H. ugandae Maes, 2001